# Pyo Ye-jin
Pyo Ye-jin (Changwon, 3 de fevereiro de 1992) é uma atriz sul-coreana.

## Filmografía

### Dramas
| Ano  | Rede          | Título                                | Personagem   |
| ---- | ------------- | ------------------------------------- | ------------ |
| 2012 | MBC           | Here Comes Mr. Oh                     |              |
| 2015 | Site de drama | 72 segundos - duas mulheres           | Mulher 2     |
| 2015 | Site de drama | Sonho                                 |              |
| 2016 | MBC           | Marriage Contract                     | Hyun A-ra    |
| 2016 | SBS           | Doctors                               | Hyun Soo-jin |
| 2016 | KBS2          | The Gentlemen of Wolgyesu Tailor Shop | Kim Jung     |
| 2017 | KBS2          | Fight for My Way                      | Jang Ye-jin  |
| 2017 | SBS           | While You Were Sleeping               | Cha Yeo Jung |
| 2017 | KBS1          | Love Returns                          | Gil Eun-jo   |
| 2018 | tvN           | What's Wrong with Secretary Kim       | Kim Ji-a     |
| 2019 | SBS           | VIP                                   | On Yoo-ri    |

### Cinema
| Ano  | Filme       | Personagem |
| ---- | ----------- | ---------- |
| 2014 | Miss Granny | MC         |

### Programas de variedades
| Ano  | Título      | Aparição Episódio(s) | Notas |
| ---- | ----------- | -------------------- | ----- |
| 2018 | Running Man | Convidada            | 409   |

## Prêmios e indicações
| Ano  | Prêmios                                | Categoria                               | Trabalho                      | Resultados |
| ---- | -------------------------------------- | --------------------------------------- | ----------------------------- | ---------- |
| 2016 | 24 Coreia Cultura Entertainment awards | prêmio rookie feminina, categoria drama | Doctors                       | Venceu     |
| 2017 | KBS acting awards                      | prêmio rookie feminina                  | Odeio o amor Fight for My Way | Indicado   |